# Myriam Fox-Jérusalmi
Pour les articles homonymes, voir Fox.
Pour les articles homonymes, voir Jérusalmi.
Myriam Jérusalmi, puis Myriam Fox-Jérusalmi après son mariage, est une kayakiste française, née le 24 octobre 1961 à Marseille.
Deux fois championne du monde individuelle et six fois par équipe, elle a aussi remporté une médaille de bronze aux Jeux olympiques de 1996 à Atlanta.

## Biographie
Myriam Jérusalmi est mariée à Richard Fox, ancien grand champion du canoë-kayak slalom (cinq fois champion du monde en individuel pour le Royaume-Uni). Ils sont les parents de Jessica Fox, née le 11 juin 1994, elle-même kayakiste et céiste franco-australienne qui pratique le slalom et de Noemie Fox elle aussi une kayakiste et céiste qui pratique le slalom.

## Palmarès

### Jeux olympiques
- Jeux olympiques de 1996 à Atlanta
  -   Médaille de bronze en K1 slalom

### Championnats du monde
- 1987, Bourg St. Maurice, France : médaille d'argent
- 1989, Savage River, États-Unis : médaille d'or
- 1993, Mezzana, Italie : médaille d'or

### Championnats du monde par équipe
- Médaillée d'or en 1983, 1985, 1989, 1991, 1993, 1995
- Médaillée d'argent en 1987

### Distinctions personnelles
- Officier de l'Ordre national du Mérite par décret du 29 août 1996. Chevalier le 23 février 1991[1].
- Désignée Gloire du sport dans la promotion 2011[2].
- Entre à l'International Jewish Sports Hall of Fame en 2018[3].